# Вілла-дель-Конте
Вілла-дель-Конте (італ. Villa del Conte, вен. Viła del Conte) — муніципалітет в Італії, у регіоні Венето, провінція Падуя.
Вілла-дель-Конте розташована на відстані близько 420 км на північ від Рима, 40 км на північний захід від Венеції, 20 км на північ від Падуї.
Населення — 5571 особа (2014).

## Демографія
Населення за роками:

Станом на 1 січня 2023 року в муніципалітеті офіційно проживало 395 іноземців з 27 країн, серед них 229 громадян країн Євросоюзу та 14 громадян України.

## Сусідні муніципалітети
- Кампо-Сан-Мартіно
- Сан-Джорджо-ін-Боско
- Сан-Мартіно-ді-Лупарі
- Санта-Джустіна-ін-Колле
- Томболо